# Marlene Matheus
Marlene Colla Matheus (São Paulo, 24 de setembro de 1936 — São Paulo, 2 de julho de 2019) foi uma dirigente esportiva brasileira, presidente do Sport Club Corinthians Paulista de 1991 a 1993. Foi casada com Vicente Matheus, presidente do mesmo clube por dezoito anos durante vários mandatos não consecutivos, de 1959 a 1991, e com o prestígio de seu marido, elegeu-se presidente do clube, sendo a primeira e única a ter sido presidente da agremiação.
Filha de João Alberto Colla, filho de imigrantes italianos, e de Enriqueta Fernández Vivas, imigrante espanhola, Marlene nasceu no bairro da Penha.
Bailarina de dança espanhola, conheceu Vicente Matheus durante as comemorações pela conquista do título paulista do IV Centenário, em 1954. Em 1971, quando Matheus retornou ao Corinthians como vice-presidente, Marlene começou a trabalhar na parte social do clube. 

## Início no Corinthians
Marlene era casada com Vicente, personagem histórico da história do Corinthians, desde 1968 e, a partir deste momento, passou a ser uma figura importante na vida política do clube .
Sem poder concorrer novamente à presidência, Vicente seguiu os conselhos do amigo Mário Campos (falecido, anos antes), e endossou o nome de Marlene como sua sucessora. Em 1991, após uma das gestões de seu companheiro, Marlene assumiu a presidência do clube. Os associados aprovaram a ideia e a elegeram com 2.119 votos, tornando-a a primeira mulher à frente de um grande clube brasileiro. Em 1993, na ratificação do Conselho Deliberativo, Alberto Dualib, então presidente do órgão, organizou um golpe para afastá-los do comando. No ano seguinte, uma mudança estatutária impediu a realização de eleições no Parque São Jorge. Vicente e Marlene, unidos a outros opositores, pediram na justiça o afastamento dele. Em 1997, a morte do lendário presidente corintiano a deixou sozinha na luta pela devolução do Corinthians ao povo.
Em mandato que durou até 1993, realizando um feito histórico no clube alvinegro. Durante a sua gestão, o Corinthians conquistou a Supercopa do Brasil de 1991, derrotando o Flamengo .
Marlene foi membro nata do CORI (Conselho de Orientação) e foi contra a parceria com a MSI, repetindo o gesto das tentativas anteriores. Por uma aliança com Andrés Sanchez, líder do Movimento Renovação & Transparência, disputou uma vaga no conselho deliberativo, como conselheira quadrienal. A eleição confirmou seu carisma, na primeira vitória importante contra Dualib. Em, 2007, sob o comando de Sanchez, ela assumiu o cargo de vice-presidente social da equipe, mas deixou o cargo um ano depois por conta de desavenças com o presidente.
Em 2000, Marlene tentou uma vaga na Câmara Municipal de São Paulo, pelo PSDB. Obteve 5.060 votos, não se elegendo.

## Falecimento
Aos 82 anos, morreu no dia 2 de julho de 2019, em São Paulo, após alguns dias de internação com quadro de anemia. O corpo de Marlene Matheus foi enterrado na tarde de quarta-feira (3) no Cemitério da Quarta Parada, na Água Rasa, Zona Leste de São Paulo .
Em homenagem a Marlene, o Corinthians emitiu uma declaração de condolências:
"O Sport Club Corinthians Paulista informa com pesar o falecimento de Marlene Matheus, a primeira e única presidente mulher da história do clube até aqui.
Marlene Matheus se casou com Vicente Matheus, histórico presidente corintiano, em 1968. Desde então, passou a ser figura importante no quadro social e político alvinegro. Em 1991, Marlene Matheus se elegeu presidente do Corinthians, a primeira mulher que conseguiu este cargo na história do clube do Parque São Jorge.
Mesmo após sua gestão, entre 1991 e 1993, Marlene Matheus nunca deixou de ser uma das figuras mais importantes do Alvinegro.
O Sport Club Corinthians Paulista lamenta profundamente o falecimento e deseja força aos familiares neste momento de luto e dor. Assim que o clube tiver confirmações a respeito do velório e sepultamento de Marlene Matheus, esta nota será atualizada com as informações" .